# William Frederick Santelmann
William Frederick Henry Santelmann (Washington, D.C., 24 september 1902 – Tempe (Arizona), 30 maart 1984) was een Amerikaans componist, dirigent en eufoniumspeler. Hij was de zoon van de toenmalige dirigent van de United States Marine Band "The Presidents Own" Captain William Henry Christian Santelmann (1863-1932).

## Levensloop
William F. H. Santelmann kreeg zijn eerste muzieklessen (notenleer en viool) op zesjarige leeftijd van zijn vader. Zijn basisopleiding kreeg hij aan de McKinley Manual Training High School in Washington, D.C., waar hij in 1921 gradueerde. Aansluitend studeerde hij aan de Washington College of Music en wisselde later aan het New England Conservatory in Boston (Massachusetts).
In 1923 werd hij lid van de United States Marine Band "The Presidents Own" als violist. Omdat hij niet goed genoeg een koperblaasinstrument kon spelen, toen een pure noodzaak voor alle leden van het orkest, moest hij een tweede auditie doen. Hij studeerde dan het bespelen van het eufonium en nadat hij dat acceptabel kon bespelen deed hij een tweede auditie en werd op 5 september 1923 toegelaten. Twee jaar later was hij al kapelmeester van het kamerorkest van de Marine Band.
In 1935 werd hij Assistant Director, toen nog Second Leader geheten, van de United States Marine Band "The Presidents Own" en daarmee collega van de directeur Arthur Witcomb. Op 1 april 1940 werd hij als opvolger van Captain Taylor Branson tot directeur van dit Amerikaanse elite-blaasorkest benoemd. Hij bleef in deze functie tot 30 april 1955. Tijdens de Tweede Wereldoorlog verzorgde hij meerdere malen concerten ter gelegenheid van bezoeken van Winston Churchill bij de Amerikaanse President Franklin D. Roosevelt.
In 1943 was hij adviseur bij de oprichting van het U.S. Marine Corps Women’s Reserve Band, dat in Camp Lejeune in North Carolina gestationeerd werd.
Op 14 april 1945 verzorgde de United States Marine Band "The Presidents Own" de treurmars bij de uitvaart van President Franklin D. Roosevelt.
Santelmann werd in 1942 tot capitein benoemd en in 1947 tot majoor. In 1951 werd hij benoemd tot luitenant kolonel. Op 30 april 1955 werd hij op rust gesteld.
In de volgende 20 jaren had hij een heel volle kalender als gastdirigent van verschillende orkesten. Onmiddellijk naar een gastoptreden met zijn voormalig orkest ter gelegenheid van een concert bij de American Band Masters Association in Tempe, Arizona, overleed hij als gevolg van een hartaanval.
Als componist is van hem de mars From eagle to star bekend. Santelmann schreef de bewerking voor harmonieorkest van het Amerikaans volkslied The Star Spangled Banner.